# 두루마리

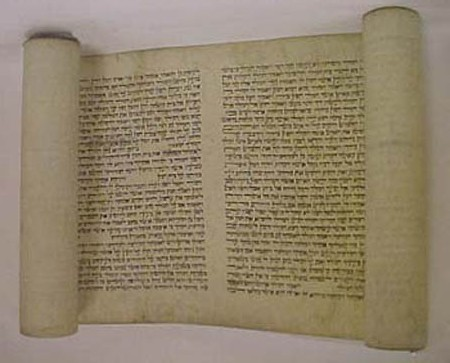
에스델기의 두루마리. (스페인 세비야)

두루마리는 무언가 적혀있는 파피루스, 양피지, 종이를 둘둘 만 것을 말한다. 스크롤(scroll) 또는 롤(roll)이라고도 하며 한자로는 권자본(卷子本)이라 일컫는다. 역사적으로 가장 오래된 문헌의 형태이다.

## 구조
두루마리는 여러 페이지로 나뉘는 것이 보통이며, 여러 장의 파피루스나 양피지의 모서리를 붙여서 만들기도 하며 글의 소재가 포함된 연속적인 두루마리는 구획을 표시할 수 있다.
일부 두루마리들은 단순히 말려진 페이지들로 되어 있으며, 그 외에도 각 끝이 나무로 된 두루마리로 된 것도 있다.

## 역사
두루마리는 최초적 형태의 편집 가능한 기록 문헌으로, 동부 지중해 고대 이집트 문명에 사용되었다. 양피지 두루마리는 양피치 페이지로 묶인 책이나 코덱스가 1세기 라틴계 사람들에 의해 발명되기 이전까지 이스라엘인에 의해 사용되었다.

## 스코틀랜드
스코틀랜드에서 scrow라는 용어는 나열이나 일정 형태의 두루마리, 글, 문헌을 위해 약 13~17세기부터 사용되었다. 당시 두루마리 서기(Rotulorum Clericus) 사무실이 존재했다.

## 같이 보기
- 코덱스
- 족자: 벽에 거는 두루마리
- 고문서학